# Maserati 5000 GT

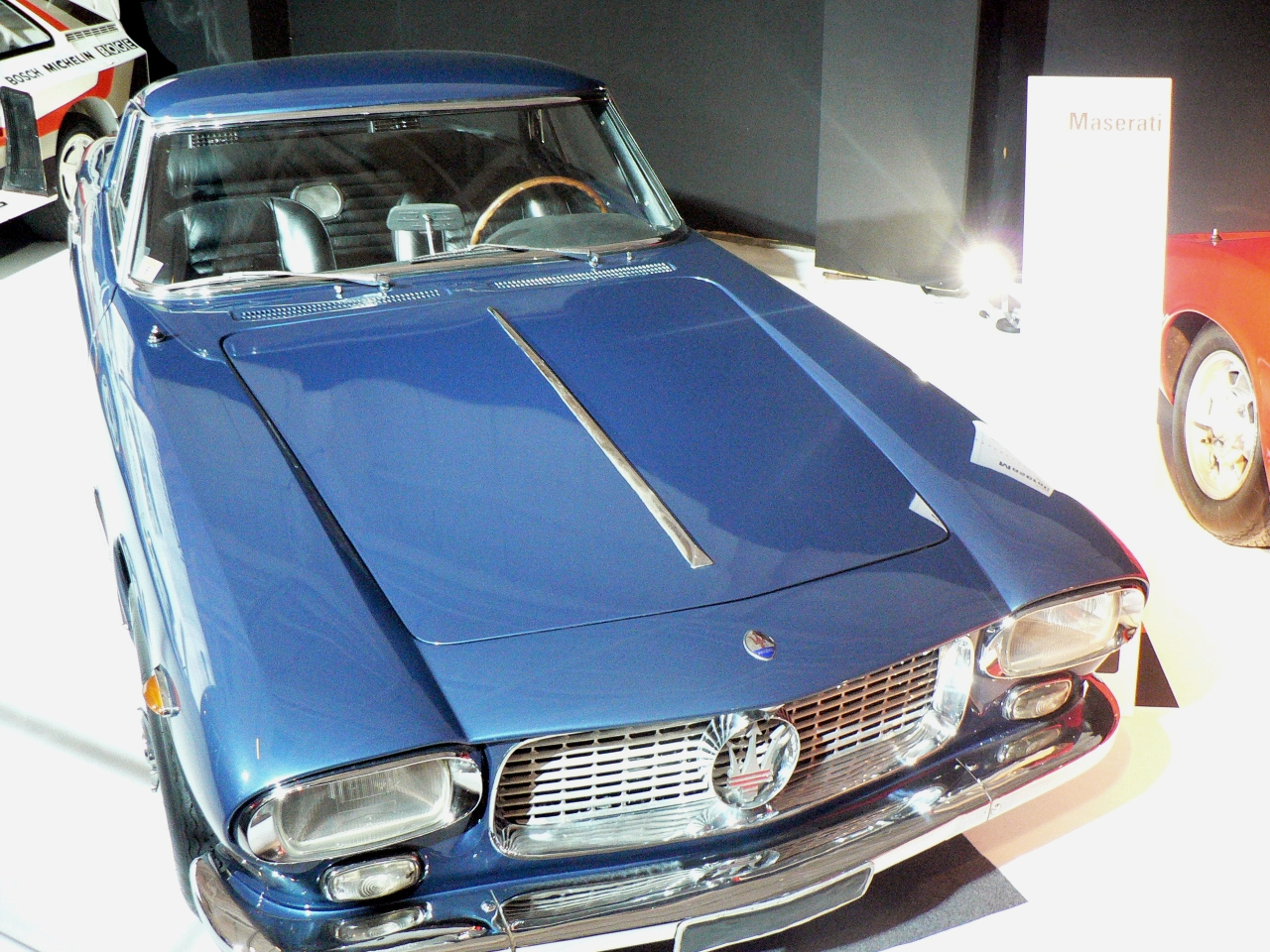
Une Maserati 5000 GT carrossée par la Carrozzeria Allemano.

La Maserati 5000 GT est une automobile de grand tourisme produite par le constructeur italien Maserati. Sa naissance résulte de la coopération entre l'ingénieur Giulio Alfieri et le Shah d'Iran Reza Pahlavi. Ce dernier confie en effet à Maserati la mission de lui produire une voiture d'exception.
En tant que telle, la 5000 GT, version très haut-de-gamme « sur mesures » de la 3500 GT, sera produite à une trentaine d'exemplaires entre 1959 et 1965 et vendue à un prix très élevé. Elle est propulsée par un V8, motorisation qui bénéficiera d'améliorations en 1960 dont l'augmentation de la cylindrée.
Selon Keith Martin, rédacteur du magazine Sports Car, la 5000 GT serait la plus réussie des GT d'après-guerre ; « un patrimoine de course, une puissance immense, un comportement routier excellent, l'exclusivité et le luxe » seraient autant de ses qualités.

## Genèse
Fort de son premier grand succès commercial en 1957 grâce à la 3500 GT, Maserati décide de produire une remplaçante à sa GT 2+2. C'est en réalité sous l'impulsion du Shah d'Iran Reza Pahlavi, passionné de « belles mécaniques » qui fut fortement impressionné par la 3500 GT, que le projet de la 5000 GT est lancé.
Conçue par l'ingénieur Giulio Alfieri, la 5000 GT reçoit la mécanique de la 450S, une Maserati de course alors engagée en compétition, dans le but de répondre au désir du Shah de posséder une « voiture spéciale et exclusive digne de son rang ».

## Design
Attribuer un nom au design de la 5000 GT se révèle être très compliqué dans la mesure où les sources divergent sur le nombre et les auteurs des modèles. La tache est d'autant plus difficile que certaines automobiles ont été re-carrossées. Pietro Frua, Touring, Monterosa, Ghia, Pininfarina, Bertone, Allemano et Vignale ont tous carrossé au moins un modèle de 5000 GT.
La calandre – sur laquelle est apposé le trident de Maserati – et les optiques de phares sont parmi les détails permettant de distinguer les modèles issues de différentes sociétés de carrosserie.

## Moteur
Hormis les deux premiers modèles de la série dont la mécanique est identique, la Maserati 5000 GT est mue par le moteur V8 de la 450S, réalésé pour l'occasion à 98,5 mm au lieu de 93,8 mm, et dont la cylindrée atteint désormais 4 937,8 cm3. La distribution est assurée par deux arbres à cames entraînés par une cascade de pignons tandis que l'alimentation est assurée par quatre carburateurs double corps Weber 45 (ou 46) IDM.
En 1960, le moteur est à nouveau « actualisé » afin de gagner en souplesse. La cylindrée est augmentée à 4 941,1 cm3, les arbres à cames sont entraînés par chaînes et l'injection indirecte Lucas se substitue aux carburateurs Weber. La puissance développée passe de 325 ch à 340 ch, pour une vitesse maximale portée à 270 km/h.

## Châssis et suspensions
La 5000 GT est construite sur le châssis de la 3500 GT, renforcé pour l'occasion, dont l'empattement et la taille des voies demeurent identiques. La suspension avant est assurée par des ressorts hélicoïdaux tandis que l'arrière s'équipe d'un essieu rigide à ressorts à lames semi-elliptiques.